# Myotis dieteri
Myotis dieteri (Happold, 2005) è un Pipistrello della famiglia dei Vespertilionidi endemico del Congo.

## Descrizione

### Dimensioni
Pipistrello di piccole dimensioni, con la lunghezza totale di 86 mm, la lunghezza dell'avambraccio di 37 mm, la lunghezza della coda di 86 mm, la lunghezza del piede di 11 mm e la lunghezza delle orecchie di 10 mm.

### Aspetto
Le parti dorsali sono marroni scure con le punte dei peli ramate, mentre le parti ventrali sono grigiastre. Il muso è marrone scuro. Le orecchie sono marroni scure, relativamente corte, triangolari e con la punta arrotondata. Il trago è lungo più della metà del padiglione auricolare ed è stretto. Le membrane alari sono nerastre e attaccate posteriormente lungo le caviglie. I piedi sono grandi. La coda è lunga e si estende leggermente oltre l'ampio uropatagio, il quale è nerastro e privo di peli. La tibia è interamente priva di peli. Il calcar è lungo.

## Biologia

### Comportamento
Si rifugia all'interno delle grotte.

### Alimentazione
Si nutre di insetti catturati probabilmente sopra specchi d'acqua.

## Distribuzione e habitat
Questa specie è conosciuta soltanto da un individuo femmina catturata presso Loudima, nel Congo meridionale ed ora conservata presso il Museo nazionale di storia naturale di Francia a Parigi.
Vive nelle foreste primarie.

## Conservazione
La IUCN Red List, considerato che questa specie è stata descritta solo recentemente e ci sono poche informazioni circa il suo areale, lo stato della popolazione, le minacce e i requisiti ecologici, classifica M.dieteri come specie con dati insufficienti (DD).